# 1878 год в истории железнодорожного транспорта
1878 год в истории железнодорожного транспорта

## События
- 27 февраля по новой линии Пермь — Екатеринбург прошёл первый рабочий поезд.
- 1 октября открыто регулярное движение по Уральской горнозаводской железной дороге.
- 1 декабря состоялось открытие Донецкой каменноугольной дороги.

## Новый подвижной состав
- В США компания Lima Machine Works выпустила свой первый паровоз системы Шея.
- В России освоен выпуск паровозов серии Ч.